# Kavad II

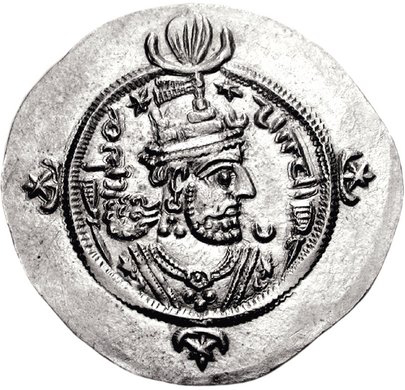
Munt met beeld van Kavad II

Kavad II was een sjah van de Sassaniden, een dynastie die van de 3e eeuw tot 651 over het gebied dat nu Iran is heerste. Hij was de zoon van Khusro II, zijn geboortenaam was Shērōē.
Na meer dan twintig jaar oorlog (Byzantijns-Sassanidische oorlog (602-628)) tegen de Byzantijnen waren de Sassaniden oorlogsmoe. Zijn vader wist van geen ophouden. Met steun van de edelen liet hij zijn vader, zijn broers en halfbroers executeren. Daarna sloot hij vrede met de Byzantijnse keizer Herakleios. Het Sassanidische Rijk was er slecht aan toe, er brak hongersnood uit gepaard gaand met een epidemie (de pest van Sheroe, 627-628), waaraan hij stierf. De edelen riepen zijn zevenjarige zoon Ardashir III uit als zijn opvolger.